# Mara Puškarić-Petras
Mara Puškarić-Petras (ur. 6 kwietnia 1903 w Novigradzie Podravskim, zm. 4 marca 1998 tamże) – chorwacka malarka sztuki naiwnej.

## Życiorys
Jej ojciec Franjo Petras był rolnikiem na własnej ziemi, zaś matka Bara (z domu Dijaković) gospodynią domową. Ukończyła cztery lata szkoły podstawowej. Jako najstarsza z sześciorga rodzeństwa była zatrudniana bardzo wcześnie przy pracach rolnych.
W 1922 wyszła za mąż za Matusa Puśkariċ. Z tego małżeństwa przyszła na świat córka Barica. W 1926 zmarł jej mąż na zapalenie płuc. Malarstwem zainteresowała się przez przypadek, malując w 1955 obraz jako prezent, a później mobilizowała ją do dalszej twórczości jej wnuczka Jesenka. W 1963 znany malarz Ivan Generaliċ zainteresował się jej malarstwem i zachęcił Marę do dalszej twórczości.
Pierwsza wystawa samodzielna w 1978 miała miejsce w „Galerii Hlebine” w Hlebine, która jest centrum chorwackiej naiwnej sztuki.

## Dzieła
- Rybak, 1978
- Portret Petera Infelda, 1982
- Na dziedzińcu, 1986
- Nad stawem, 1988
- Spotkanie przy Wieży w Novigradzie, 1998

O dziełach:
„W niektórych scenach w jej obrazach odzwierciedla się doświadczenie życiowe i chęć do poetyckiego tworzenia obrazów. Gdyby nie to, byłyby to tylko dzieła bez sentymentalnej rozbudowy i bez bardzo wyraźnych poetyckich nastrojów. Mara należała do „Hlebiańskiego koła” – artyści z okolicy miasta Hlebine. Przede wszystkim dlatego, że rozpoczęła bardzo późno malować, a także z powodu innej techniki malowania oraz że tematy dzieł są zupełnie odmienne od innych malarzy tego kierunku. Puskaric Mara-Petras malowała w jej obrazach inną rzeczywistość, kompozycje, które są scenami z jej życia, ponadto jej dzieciństwa i młodości, jak również szczegóły jej marzeń i refleksji. Ta rzeczywistość jest bardzo poetycka, stworzona z doświadczeń i marzeń, nigdy nie brzydka, albo rażąca” Marijan Špoljar (urywek).

## Wystawy (wybór)
- 1970 Galeria „Galerija Lotršć”, Zagreb
- 1974 Galeria „Galerija izvorne umjetnosti”, Zlatar
- 1978 Galeria „Orober”, Duisburg
- 1984 Galeria „Podravka”, Koprivnica
- 1998 Galeria „Galerija Durdevac”, Durdevac

## Literatura
- „Mara Puškarić”, Marijan Špoljar: retrospekcija 1963-1978.: Galerija Hlebine, 1978
- „Mara Puškarić-Petras”, Ivan Picelj, Galerija primitivne umjetnosti, Zagreb 1979
- „Mara Puskaric-Petras” retrospektywny katalog, Galerija Durdevac, 1998
- Oto Bihalji-Merin: World encyclopedia of naive art: a hundred years of naive art, Wydawnictwo F. Muller, 1984, ISBN 978-0-584-95062-5.